# グロスフスMG42機関銃
グロスフスMG42機関銃（グロスフスMG42きかんじゅう、Maschinengewehr 42）、MG42またはMG-42）は、第二次世界大戦時の1942年にナチス・ドイツにより開発・製造された汎用機関銃である。

## 概要
当時のドイツ国防軍の主力機関銃だったラインメタルMG34は優秀な銃だったが、部品に削り出し素材を多用するなど生産性に問題があり、高価格であった。コストダウンと量産性の向上を重点目標に競争試作が行われ、グロスフス社の技師ヴェルナー・グルーナーが設計した本銃がMG42として採用された。グロスフス社は家庭用をはじめとした金属製品のメーカーで、銃器専業メーカーではなかったが、とくに板金加工についてノウハウを持っていた。
完成した銃はプレス加工の多用により、MG34のおよそ半分の人手や低いコストで製造でき、生産工程で資材をより節約できた。1942年から量産を開始し、グロスフス社、マウザー社、グストロフ社（Gustloff-Werke）他で生産され、戦時生産数が40万挺を超えた成功作となった。
MG42は複数の国々で使用され、ライセンス品や模倣品が数多く生産された。アメリカ軍でも使用弾薬を自国規格に変更したフルコピー品の生産を企画している（後述#T24参照）。それらも含め戦後も多くの国で使用された他、派生型のMG3が今なお現用である。
ヒトラーの電動のこぎりという異名がある。

## 特徴

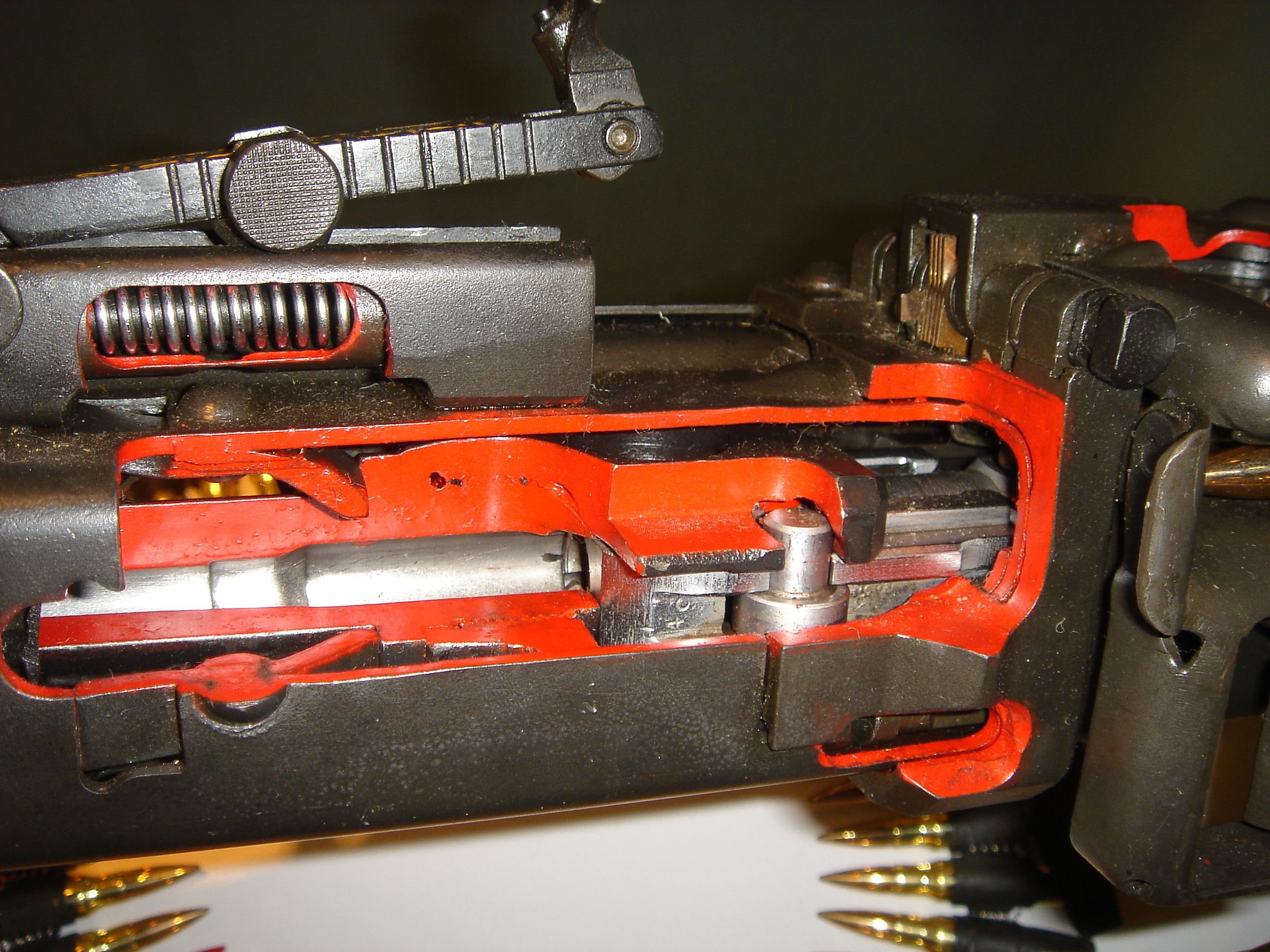
内部構造を示すカットモデル

MG34と同様、口径7.92mm、ショートリコイル方式、オープンボルトの反動利用式である。ただしMG34とは異なり、連射のみで単射機能はない。引き金は撃針を作動させるのでなく、ボルト・アセンブリを前進させる。ボルト・アセンブリの前後動にともなって給弾レバーが作動する構造はMG34と同様だが、これと給弾レバーとのかみ合い部が改良されている。MG34では給弾レバーに設けたレール状の突起を遊底の溝に噛み合わせていたが、MG42では設計を合理化して遊底側にピン状の突起を、給弾レバー側に噛み合い溝を設けている。ポーランドのエトヴァルト・シュテッケ（Edward Stecke）から取得した特許を基礎にしたローラーロック式を閉鎖機構に採用し、MG34よりも泥や埃に強く、ジャミングしにくくなった。ボルト・アセンブリのローラーはレシーバー内部ではなく、銃身後端の延長部と噛み合う。
MG34とは異なり、MG42には75発入りのサドル型ドラムマガジン「ドッペル・トロンメル（Doppeltrommel）」は使用できなかった。 なお、蛇足であるが、日本国内で「MG42にドッペル・トロンメルを取り付けることができる」という誤解が広まったのは、「タミヤ 1/35 ミリタリーミニチュアシリーズ No.16 ドイツ陸軍 BMW R75 サイドカー」のプラモデルに付属する歩兵が、ドッペル・トロンメル付のMG42を担いでいるという、資料の少ない時代の些細な考証ミスによるもの、とされる。
MG42は他国の機関銃などと比べて、珍しい排莢システムを使用していた。他国や従来の機関銃は左部（もしくは上部）から給弾して右部から排莢するのが一般的だったが、MG42は100連発ドラムマガジンを装着するために薬莢を下から排出する設計になっていた。また、銃口にリコイル・ブースターを装備し、MG42の発射速度は毎分1,200発、いくつかのバージョンは1,500発となり、後のMG45では毎分1,800発以上に達した。これは敵目標を射界に捕捉できる時間が短いため、可能な限り発射速度を高めた方が有効であるとの実験結果による。発射速度が高まったため反動が大きく、MG34と比較すると命中精度は落ちたが、速射性能がその欠点を補った。また、リコイル・ブースターを使用せずに射撃することも可能だった。このような高い発射速度では発射音が連続して聞こえ、「布を切り裂く」音と呼ばれ、「ヒトラーの電動のこぎり」（ドイツ語：Hitlersäge、英語：Hitler's Buzzsaw）というニックネームを付けられた。また、発射音の高さも凄まじく、機関銃手はしばしば難聴に陥ったと言われており、高い連射速度でバレルのライフリング等の摩耗が激しく、1秒以上トリガーを引いてはいけなかったとのこと。また前進したボルトが衝撃でわずかに跳ね戻り、不充分な閉鎖状態で発砲したことによって薬莢が破裂するおそれがあったが、根本的な対策が普及するのは戦後生産型になってからであった。
連射の反動で肩からずれるのを防ぐため、銃床は下方前部にトリガーを引く手とは反対の手（右手でも左手でもよい）を添えられる突起部（ハンドレスト）が設けられている。木製と黒いベークライト樹脂製の銃床があり、後者の方が一般的であった。銃身はMG34のものより軽く摩耗も早かったが、銃身カバー右後端のハッチを開く一挙動だけで簡単に銃身を抜くことができ、数秒で交換することができた。戦闘時には銃の脇に予備銃身をおき、時々交換して冷却しながら使用した。銃身の摩耗を防ぎ弾薬を節約するために、連射は一秒以下にとどめるのが普通であった。後期生産型では銃身と機関部の焼損と摩耗対策に、部品に硬質クロムメッキが施された。
二脚は銃の前部または中央部に取り付けることができたが、取付け部の形状が異なるためMG34と互換性はない。バイポッド（二脚）を含めると11.6kgで、MG34より軽量化された。さらに、銃身ジャケットの形状に合わせ、新たに銃架が改修された専用三脚「ラフェッテ42」が開発された（三脚自体の重量は20.5kg）。
装填操作用のレバーはMG34と同じく機関部の右側面に設けられ、当初は指掛け付きレバーが水平に突き出ていたのに対し、その後はT型形状のレバーに変更された。ローラーロック機構を後退させる際には、最初の引き起こし時に強い力が必要なため、T型レバーには引き起こし時に作用するカムが追加された。
一部に「シュパンダウ工場製」の銘板が付いていたため、連合国軍兵士から「シュパンダウ」の名で呼ばれることもあった。ドイツ軍AFVの車載機関銃は、ボールマウントが対応するMG34が標準装備だったが、車内からMGポートを通して使う「IV号駆逐戦車」、エンジングリル上に対空銃架を持つ「ヤークトティーガー」、新型砲塔の同軸機銃として搭載する「パンターF型」、前方の銃架に搭載する「Sd.kfz.250、Sd.kfz.251の後期型」など、ボールマウント以外にMG42を搭載する戦闘車両もあった。
- 1943年にアメリカ陸軍が作成した鹵獲火器の操作教育映画より、初期型MG42の操作を示す部分の抜粋

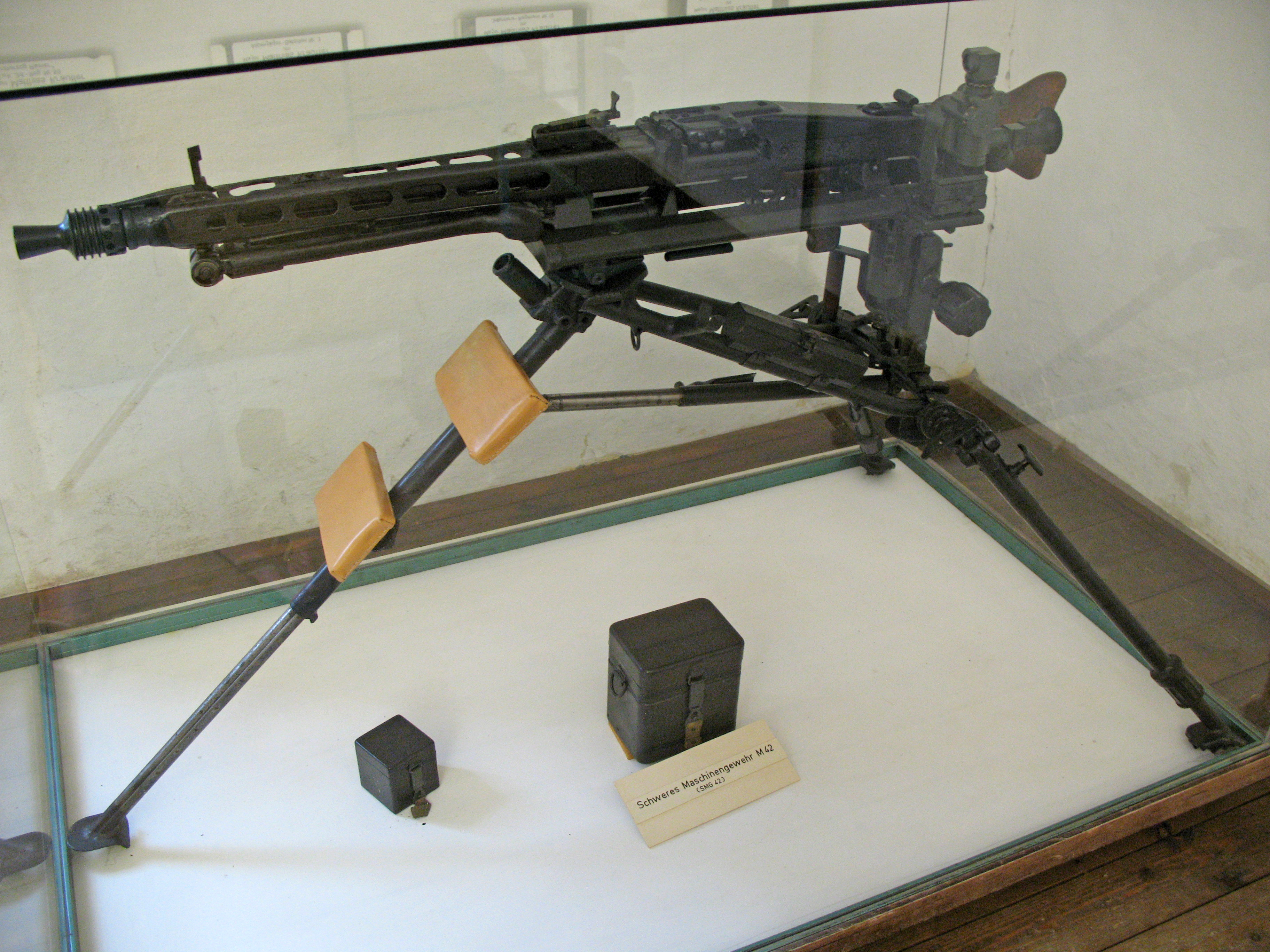
Lafette 42三脚架に搭載された状態
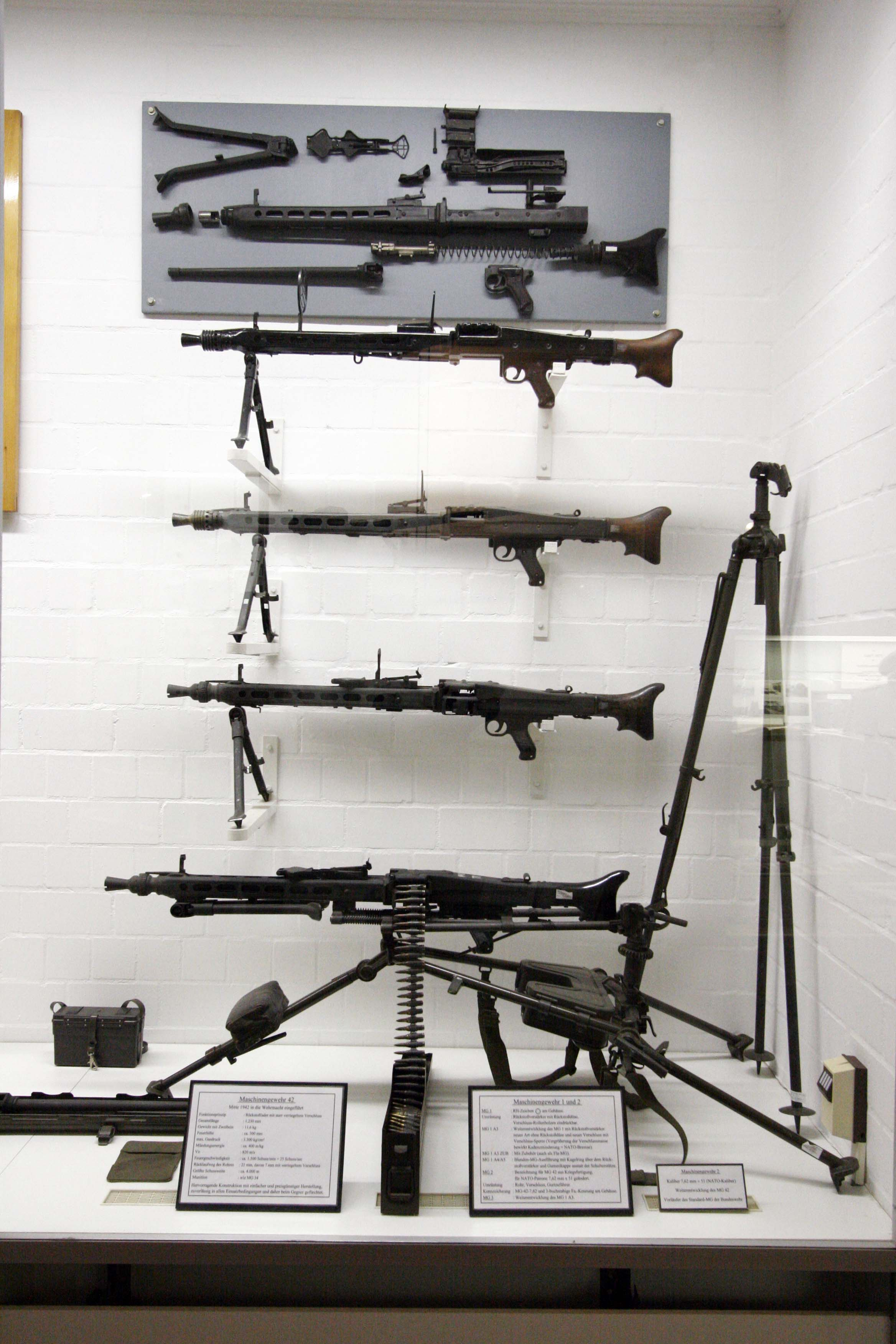
各種の状態で展示されるMG42 右奥のものは対空用の三脚架

## バリエーションと試作品

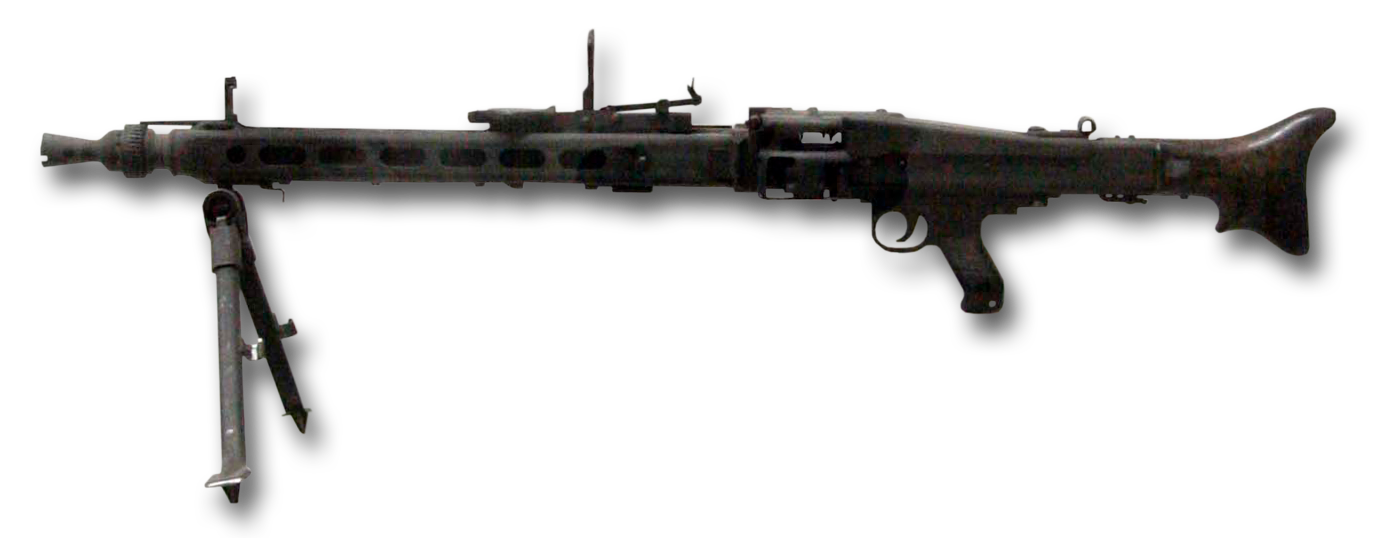
MG 45/42Vの試作型

1944年、資材不足から新たなバージョンが開発された。MG45（または MG42V）と呼ばれるもので、使用材料をさらに減らして9kgまで軽量化され、発射速度は毎分1,800発以上と限界まで高められた。最初の試験は1944年6月に行われたが量産に至らず、結局10丁だけが試作された。MG42Vの設計の一部は戦後、ローラーディレード・ブローバック方式を採用したH&K社の小火器や、スイスのMG710に引き継がれている。
M53
ユーゴスラビアが第二次世界大戦後の賠償金代わりとしてドイツから兵器製造機械を譲り受けて生産した。口径は7.92mmのままである。
MGm/62
デンマークがドイツから輸入したMG42/59（MG1）。銃架はデンマークで製造した物を使用している。
MG51
1951年にスイスが正式採用した機関銃。MG42に類似した構造となっているが、閉鎖機構にローラーではなくタブを採用し、切削加工のレシーバーの前方にプレス加工のバレルジャケットを取り付けるなど独自性が見られる。弾薬はスイス独自の7.5x55mm スイス弾。
MG74
オーストリアのステアー社がライセンス生産していたMG42に独自の改良を加えて製造した機関銃。
T24機関銃
アメリカでリバースエンジニアリングによってMG42のコピーを試みた機関銃。2丁のみが試作された。.30-06スプリングフィールド弾仕様。
ドイツ（西ドイツ）で第2次世界大戦後に製造されたものとして、MG42を7.62x51mm NATO弾仕様に再設計されたMG42/59やラインメタルMG1、発射速度の調整のできる改良型・MG3があり、これはドイツ連邦軍（Bundeswehr）に採用されている。また、他の国々でも派生バージョンやMG3を採用しており、現在に至るまで運用されている。

## 登場作品
MG42は第二次世界大戦後半のドイツ軍主力機関銃であり、第二次大戦、それも大戦後半の戦いを扱った映画にはほぼ必ずと言っていいほど登場するが、実写映画の場合必ずしも実銃が登場しているとは限らず、作品によってはMG3等戦後のモデルや前述のライセンス生産品、その他模倣品がMG42として登場していることがある。また、MG42の構造を良く調べていないために、左側から排莢される誤った描写をしているものも少なくない。

### 映画・テレビドラマ
『ケルベロス-地獄の番犬』
主人公、乾がプロテクトギア装備時に使用。撮影はプロップガンを用いて行われた。暗所での射撃シーンでは特徴的な発砲焔が映るほか、銃身の交換も描写されている。
『大列車作戦』
ドイツ軍が絵画輸送列車の自衛火器として屋根上へ搭載している他、人質として用済みになったフランスの民間人を射殺する際に使用。
『フューリー』
対戦車砲陣地と町を防衛していたドイツ軍兵士のほか、終盤、武装親衛隊が主人公らが乗るM4A3E8 シャーマン、通称「フューリー」に向けて使用する。二脚を展開した通常の射撃姿勢のほか、ほかの兵士の肩に二脚を乗せて射撃するシーンもある。
『プライベートライアン』
ドイツ軍が序盤のノルマンディー上陸作戦時のオマハビーチと中盤のレーダー基地にて三脚に据え付けて使用。

### 漫画・アニメ
『犬狼伝説』
自衛隊の空挺部隊がプロテクトギア装備時に使用。
『人狼 JIN-ROH』
特機隊（首都圏治安警察機構・特殊武装機動警備大隊）の主武装。主人公、伏一貴がプロテクトギア装備時に使用する。原作・脚本の押井守はMG34を使用したがったとのことだが、映像化にあたり作画が難しかったためMG42になった。
『Angel Beats!』
第1話および第8話にて死んだ世界戦線（SSS）のメンバー、松下が使用。
『GUNSLINGER GIRL』
アニメ第2期第4話でリコが使用。指切りバーストで防弾フェラーリの助手席からSMGを乱射する男を射殺する。
『HELLSING』
ミレニアム大隊がドラムマガジン付きのものを使用。ヘルシング機関の吸血鬼セラスも鹵獲して二丁持ちで使用する。
『ストライクウィッチーズ』
ウィッチ用にカスタマイズされた架空型「MG42S」が登場。サドル型ドラムマガジンを装備するほか、空中戦用なので、砂埃防止用のダストカバーや二脚架は撤去され、リコイルブースターにも改造が加えられている。複数の登場キャラクターが全編通して使用し、アニメに限らず、他のメディアに登場するキャラクターもしばしば愛用している。TVアニメ第2期第1・2話では、ゲルトルート・バルクホルン大尉がバレルを握って鈍器として使用する。なお、アニメ版ではサドル型ドラムマガジンの向きが実物と前後逆になっている。
『劇場版 魔法少女まどか☆マギカ [新編]叛逆の物語』
暁美ほむらがサドル型ドラムマガジン装備型を使用。サドル型ドラムマガジンの前後の向きが、実物とは逆になっている。
『潜水艦スーパー99』
ヘルメット党員が警官隊へ使用。本部でも99相手に発砲している。
『ソ・ラ・ノ・ヲ・ト』
第6話にて寒凪乃絵留伍長が使用。
『独立戦車隊』
「Jungle Express」にて、後半、反乱を起こした日本陸軍に対してベロフが零式輸送機の機内から射撃し、九二式重機関銃の射手を倒す。
『ハヤテのごとく!』
単行本四巻第一話およびアニメ第二十五話にて主人公の綾崎ハヤテが使用する。上記『人狼 JIN-ROH』のパロディ。

### ゲーム
『Far Cry 4』
主人公エイジェイやその他NPCが使用する。
『Mafia 2』
主人公ヴィトとして一部のストーリーで使用可能。
『War Thunder』
一部のドイツ軍車両に同軸・対空機銃として搭載されている。
『Enlisted』
ノルマンディーのドイツ軍トーチカなど、様々な場所に設置されており、プレイヤーが使用できる。
『コール オブ デューティシリーズ』
『CoD』
銃座に据え付けられており、ドイツ軍が使用してくるが、射手を倒せば主人公も使用可能。
『CoD:UO』
銃座に据え付けられた状態で登場し、主にドイツ軍が使用する。『CoD』同様、射手を倒せば主人公も使用可能。
『CoD:FH』
手持ちの状態でドイツ軍が使用する。プレイヤーも拾って使用することが可能。
『CoD2』
銃座に据え付けられた状態で登場し、主にドイツ軍が使用する。『CoD』や『CoD:UO』同様、射手を倒せば主人公も使用可能。
『CoD2:BRO』
銃座に据え付けられた状態で登場し、主にドイツ軍が使用する。『CoD』や『CoD:UO』や『CoD2』同様、射手を倒せば主人公も使用可能。
『CoD3』
車両に搭載された状態でのみ登場する。
『CoD:WaW』
手持ちで持ち運べる機関銃として登場する。
『CoD:BO』
キャンペーンでドイツ軍が使用している。地面に二脚を接地した状態で据え付けられており、主人公も使用可能。
『CoD:BO3』
キャンペーンとゾンビモードに登場する。二脚を接地した状態で据え付けられている。
『CoD:WWII』
銃座に据え付けられた状態で登場。
『ドールズフロントライン」
星3MG戦術人形「MG42」として登場。ショートアニメ、「どるふろ-狂乱編-」の5話Bパートのエンディングにおいてケルベロス・サーガのパロディでプロテクトギアを装着したMG42が見られた。
『スナイパーエリートV2』
一部ステージの銃座に弾数無制限のものが据え付けられており、ドイツ兵やソ連兵が使用してくるが、主人公も使用可能。
『バトルフィールドシリーズ』
『バトルフィールド1942』
ドイツ軍や日本軍の機関銃として登場する。土嚢や三脚に据え付けられていたり、戦車や航空機に搭載されている。
『バトルフィールドV』
援護兵で使用可能。
『ブルーアーカイブ -Blue Archive-』
ゲヘナ学園の風紀委員会に所属している空崎ヒナがグロスフスMG42を使用している。空崎ヒナが使用する銃はグロスフスMG42をベースに大幅にアレンジされており、パーツ構成は似ているが、形状はほぼ別物になっている

### 小説
『SASプリンスマルコシリーズ』
作品「イランCIA対マルコ」および作品「チェックポイントチャーリー」にて、主人公が危機を乗り切るのに使用。
『鏖殺の凶鳥』（文庫名：『凶鳥〈フッケバイン〉 ヒトラー最終指令』）
ドイツ国防軍特殊降下猟兵中隊の装備品として登場。作品序盤ではソ連兵に対して使用され、中盤以降ではドイツ領内に墜落した国籍不明機の回収任務中に「異形者」への攻撃に使用される。
『キノの旅』
文庫本7巻「何かをするために・a」および映画作品「何かをするために-life goes on-」にて、主人公のキノの師匠が木を切るのに使用。作者曰く、「ヒトラーの電動ノコギリ」という二つ名とかけたらしい。
『学園キノ』
文庫本6巻の「夢の中」にキノのポーチの中から出てくる。